# إرسال تماثلي
الإرسال التماثلي هو طريقة إرسال لنقل المعلومات باستخدام إشارة مستمرة تختلف في المطال أو الطور أو بعض الخصائص الأخرى بما يتناسب مع تلك المعلومات. يمكن أن يكون نقل لإشارة مصدر تماثلية، باستخدام طريقة تعديل تماثلي مثل تعديل التردد (إف إم) أو تعديل المطال (إيه إم)، أو دون أي تعديل على الإشارة.
تعتبر بعض الكتب الدراسية أيضًا إرسال البيانات عبر النطاق العالي (نطاق التمرير) باستخدام طريقة التعديل الرقمي مثل إيه إس كي وبّي إس كي وكيو إيه إم، بمعنى أخر أي موجة جيبية معدلة بواسطة دفقات بتات رقمية، كإرسال تماثلي وكإشارة تماثلية. يعرّف آخرون ذلك على أنه إرسال رقمي وكإشارة رقمية. يعتبر إرسال بيانات عبر النطاق الأساسي باستخدام رموز الخط، الذي يؤدي إلى قطار نبضي، دائمًا إرسالًا رقميًا، على الرغم من أن إشارة المصدر قد تكون إشارة تماثلية رقمية.

## طرق الإرسال
يمكن نقل الإرسال التماثلي عبر العديد من الأنماط المختلفة:
- الألياف البصرية
- السلك المزدوج المجدول أو الكبل المحوري
- الراديو
- الاتصالات الصوتية تحت الماء

هناك نوعان أساسيان من الإرسال التماثلي، كلاهما يعتمد على كيفية تعديل البيانات لدمج إشارة الدخل مع إشارة الحامل. عادةً، تكون إشارة الموجة الحاملة هذه ترددًا محددًا، وتُرسل البيانات عبر تغيراتها. التقنيتان الأساسيتان هما تضمين المطال (إيه إم)، الذي يغير مطال إشارة الموجة الحاملة، وتعديل التردد (إف إم)، الذي يعدل تردد الموجة الحاملة.

## أنواع الإرسال التماثلي
تصنف معظم الإرسالات التماثلية في عدة فئات. كانت الاتصالات الهاتفية والاتصال الصوتي في الأساس تماثلية في طبيعتها، مثلما كان معظم البث التلفزيوني والإذاعي. استخدمت أجهزة الاتصالات المبكرة أجهزة التحويل التماثلي إلى الرقمي التي سميت المعدل / مزيلات التعديل، أو أجهزة المودم، لتحويل الإشارات التماثلية إلى إشارات رقمية والعكس.

## مزايا وعيوب
لا تزال طريقة الإرسال التماثلي شائعة جدًا، لا سيما للمسافات القصيرة، نظرًا لانخفاض التكاليف بصورة كبيرة وعدم الحاجة لمعدات الإرسال والتوقيت المعقدة، وفي الأنظمة «قصيرة المدى» الصغيرة التي لا تحتاج ببساطة إلى إرسال رقمي مضمم.
ولكن، في الحالات التي غالبًا ما تكون فيها الإشارة ذات نسبة إشارة إلى ضوضاء عالية ولا يمكنها تحقيق خطية المصدر، أو في الأنظمة بعيدة المدى، ذات الخرج العالي، يكون التماثلي غير جذاب بسبب مشاكل التوهين. علاوةً على ذلك، مع استمرار تحسين التقنيات الرقمية، تصبح الأنظمة التماثلية بصورة متزايدة معدات قديمة.
في الآونة الأخيرة، أوقفت بعض الدول، مثل هولندا، عمليات البث التماثلي تمامًا (إيقاف تشغيل الإرسال التماثلي) في بعض الوسائط، مثل التلفاز، لغرض توفير الحكومة للمال.